# Daniel Mancinelli
Daniel Mancinelli (San Severino Marche, 23 juli 1988) is een Italiaans autocoureur.

## Carrière

### Vroege carrière
Mancinelli begon, net als de meeste andere coureurs, zijn carrière in het karting. Hij behaalde één kampioenschap, het Copa Campeones Trophy ICA in 2007, zijn laatste jaar in het karten. In 2006 reed hij al wel in de Formule Azzura, maar zonder resultaat.

### Formule Renault
In 2007 stapte Mancinelli over naar de Italiaanse Formule Renault 2.0 voor het team CO2 Motorsport, maar behaalde dat jaar nog geen goede resultaten. In 2008 reed hij hier alleen de laatste zes races van het seizoen, waarin hij een overwinning en twee podiumplaatsen behaalde.
In november 2008 nam Mancinelli deel aan de Italiaanse Formule Renault 2.0 Winter Series, dat plaatsvond over twee races op Imola. Hij won de eerste race en werd vijfde in de tweede race, waardoor hij kampioen werd.
Mancinelli bleef ook deelnemen aan het hoofdkampioenschap in 2009, waarin hij voor het team One Racing ging rijden. Hij behaalde zes overwinningen en behaalde de titel in het voorlaatste raceweekend.
In 2009 nam Mancinelli ook deel aan acht races van de Eurocup Formule Renault 2.0, waarin zijn beste resultaat een zesde plaats was. In 2010 nam hij ook deel aan de eerste ronde van de Eurocup, hij eindigde deze races als zevende en negende.

### International Formula Master
In 2008 ging Mancinelli een stap omhoog naar de International Formula Master. Hij begon het seizoen bij het team Euronova Racing, maar stapte tijdens het seizoen over naar Scuderia Famà. Hij behaalde een podiumplaats op Brands Hatch en eindigde als 13e in het kampioenschap.

### Formule 3
In oktober 2008 maakte Mancinelli zijn Formule 3-debuut in het Italiaanse Formule 3-kampioenschap voor het team BVM - Target Racing. Hij behaalde hier een podiumplaats in twee races. In 2010 rijdt hij hier weer, naast Vittorio Ghirelli voor het team Team Ghinzani.

### GP3 Series
In augustus 2011 werd bekend dat Mancinelli de laatste twee raceweekenden in de GP3 in 2011 mag rijden voor het team RSC Mücke Motorsport als vervanger van de naar de Formule 2 vertrokken Luciano Bacheta. Hij behaalde tweemaal een 15e plaats en eindigde als 35e in het kampioenschap.